# ×Pachyveria
Genre
Parent A de l'hybridation 
  Echeveria 
×

Parent B de l'hybridation 
  Pachyphytum 
×Pachyveria est un genre de plantes succulentes de la famille des Crassulacées. C’est un hybride des genres Echeveria et Pachyphytum. 

## Liste d'espèces
Selon The Plant List (22 août 2014) :
- Pachyveria albomucronata (Gossot) Rowley
- Pachyveria paradoxa (Gossot) Rowley
- Pachyveria sempervivoides (Gossot) Rowley

Selon Tropicos (22 août 2014) (Attention liste brute contenant possiblement des synonymes) :
- Pachyveria albomucronata (Gossot) Rowley
- Pachyveria paradoxa (Gossot) Rowley
- Pachyveria roseana Jacobsen
- Pachyveria sempervivoides (Gossot) Rowley